# میگوئل د مولینوس
میگوئل د مولینوس (۲۹ ژوئن ۱۶۲۸–۲۹ دسامبر ۱۶۹۶) یک عارف اسپانیایی، نماینده اصلی احیای مذهبی موسوم به «آرام» بود.

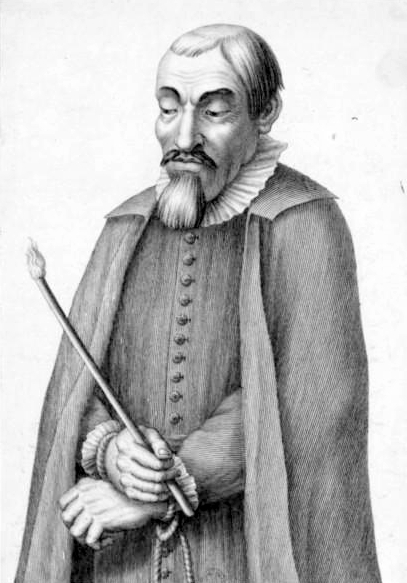
Miguel de Molinos 1687

## میگوئل د مولینوس
عارف اسپانیایی در سال ۱۶۲۸ در نزدیکی مانیسا به دنیا آمد

## نفس مطمئنه و آرامش
مذهب مولینوس Molinos مذهب طمأنینه و اطمینان، است
نفس مطمئنه نفسی است که راضی و خشنود و خالی از هم و غم باشد.
محتوای این مذهب این است که عشق پاک، انسان را با راحتی به خدا می‌رساند و در نفس انسان سلامت مطلقی ایجاد می‌کند که او را از عبادات بی‌نیاز می‌کند. هر مذهبی که کمال روحی را نتیجه تفکر ناب مستقل از عمل بداند، مذهب اطمینان است و هر چیزی که نفس انسان را به اعتماد و رضا و راحت و استقرار برساند، چیز مطمئنی است.